# Декада инклузије Рома
Декада инклузије Рома 2005-2015 представљала је политичку посвећеност европских влада у елиминацији дискриминације Рома и смањењу разлике између Рома и остатка друштва. Декада се фокусирала на приоритетне области образовања, запошљавања, здравства и становања, и обавезивала владе да узму у обзир и друга основна питања сиромаштва, дискриминације и родне равноправности.
Иницијатива је покренута 2005. године, а пројекат је трајао од 2005. до 2015. године и био је први мултинационални пројекат у Европи који је радио на активном побољшању живота Рома. Иницијатива је окупљала владе, међувладине и невладине организације, као и ромско цивилно друштво.
У програму је учестовало 12 земаља: Албанија, Босна и Херцеговина, Бугарска, Хрватска, Чешка Република, Мађарска, Македонија, Црна Гора, Румунија, Србија, Словачка и Шпанија. Словенија, САД и Норвешка су имале статус посматрача.
Владе и ангажовани актери у земљама учесницама Декаде су усвојиле националне планове рада, у којима су одређени циљеви и индикатори за сваку од приоритетних области. Декада Рома је имала значајну политичку и материјалну подршку од стране одговарајућих међународних организација (Светска банка, ОЕБС...) и влада многих земаља које нису биле званични потписници Декаде.
Председавање Декадом се одржавало сваке године у некој од земаља учесница, и то по ротирајућем распореду наведеном у пројектном задатку Декаде Рома. Распоред председавања Декадом био је следећи:
- 01.07.2005 – 30.06.2006 — Румунија
- 01.07.2006 − 30.06.2007 — Бугарска
- 01.07.2007 – 20.06.2008 — Мађарска
- 01.07.2008 – 30.06.2009 — Србија
- 01.07.2009 – 30.06.2010 — Словачка
- 01.07.2010 – 30.06.2011 — Чешка
- 01.07.2011 – 30.06.2012 — Македонија
- 01.07.2012 – 30.06.2013 — Хрватска
- 01.07.2013 – 30.06.2014 — Црна Гора
- 01.07.2014 − 30.06.2015 — Босна и Херцеговина[2]